# ایگناتیوو (استان آمور)
ایگناتیوو (به لاتین: Ignatyevo) یک منطقهٔ مسکونی در روسیه است که در استان آمور واقع شده‌است.